# Naddod
Naddod (stará norština: Naddoðr nebo Naddaðr) byl norský mořeplavec a objevitel, který jako první obyvatel Západního světa doplul k břehům Islandu v roce 861 n. l. Mimo jiné je také jedním z prvních, kdo pro Evropu objevil Faerské ostrovy. Naddod pocházel z jižního Norska (oblast Agder).

## Cesta

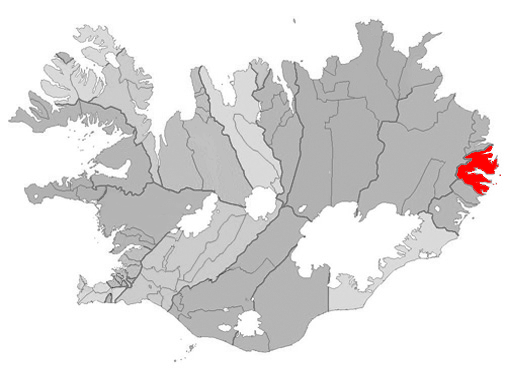
Oblast, kam pravděpodobně Naddod doplul

Objevné cesty na Island

Naddod je považován za prvního Evropana vůbec, který doplul k břehům Islandu, je však možné, že jeho objev byl z velké části jen náhoda. Některé prameny uvádějí, že během své objevné plavby kolem Faerských ostrovů byla jeho loď v silné bouři unesena až k východním břehům Islandu. Na Islandu se údajně zdržel jen pár měsíců, když pobýval nedaleko dnešního města Reyðarfjörður. Po průzkumu nejbližšího okolí nenalezl žádné známky osídlení. Rozhodl se proto, že se vydá zpátky na cestu k Faerským ostrovům.
Když se však vracel zpět na svou loď, začalo hustě sněžit a vrcholky okolních hor se rychle pokryly sněhem. Naddod proto pojmenoval zemi Snæland (Snowland, odtud pak anglický název Iceland).

## Současníci
- Gardar Svavarsson
- Floki Vilgerdarson
- Ingolfur Arnarson
- Ohthere z Hålogalandu